# Magyar asztalitenisz-bajnokság
A magyar asztalitenisz-bajnokság egy évente megrendezésre kerülő sportesemény a hazai asztaliteniszezők számára, melynek győztesei a magyar bajnoki címet nyerik el. A bajnokságot a Magyar Asztalitenisz Szövetség írja ki és rendezi meg. Jelenlegi versenyszámok: férfi egyéni, női egyéni, férfi páros, női páros és vegyes páros, tehát évente öt bajnoki címet osztanak ki.

## Története
Az első magyar bajnokságot 1905-ben rendezték, ekkor még csak férfi egyéni verseny volt. Férfi párosban 1909, női egyéniben és vegyes párosban 1925, női párosban 1929 óta avatnak bajnokot. 1913 és 1924 között, valamint 1945-ben nem rendeztek bajnokságot, illetve férfi párosban 1910-ben, vegyes párosban 2010 és 2012 között, 2014-ben, valamint 2021-ben nem volt bajnokság. 1925 óta az akkor megalakult Magyar Asztalitenisz Szövetség írja ki a bajnokságokat, előtte a klubok rendezték.
Legtöbbször Budapesten volt a bajnokság, a Nemzeti Sportcsarnok (33-szor) és az Ormai László Csarnok (20-szor) volt a leggyakoribb helyszín. Először 1938-ban rendezték vidéken a bajnokságot, ekkor Cegléd volt a helyszín. Később több alkalommal is rendeztek bajnokságokat vidéken, legtöbbször Cegléd, Miskolc, Szolnok és Celldömölk (3-3-szor) volt házigazda.
Vidéki versenyző legelőször 1931-ben győzött, ekkor Gál Magda (Kitartás EAC) női párosban lett első. Női egyéniben 1940-ben Farkas Gizella (Miskolci Előre), férfi egyéniben 1942-ben Harangozó Tibor (Szabadkai ATC) lett bajnok.
Külföldi versenyzők is többször indultak, de bajnoki címet csak az osztrák Eduard Freudenheim 1926-ban férfi párosban, a román Angelica Rozeanu (Adelstein) 1938-ban női egyéniben, majd 1954-ben női egyéniben és női párosban, valamint az osztrák Gertrude Pritzi 1947-ben női párosban nyert.

## Legeredményesebb versenyzők és csapatok
A legtöbb bajnoki címet a férfiaknál Klampár Tibor és Jónyer István nyerte, összesen 25-25-öt (előbbi 9-szer egyéniben, 11-szer párosban és 5-ször vegyes párosban, utóbbi 6-szor egyéniben, 11-szer párosban és 8-szor vegyes párosban), utánuk Sidó Ferenc következik 24 bajnoksággal (5-ször egyéniben, 10-szer párosban és 9-szer vegyes párosban). A nőknél Farkas Gizella nyerte a legtöbbet, összesen 42-t (14-szer egyéniben, 15-ször párosban és 13-szor vegyes párosban), utána Kóczián Éva következik 21 elsőséggel (6-szor egyéniben, 6-szor párosban és 9-szer vegyes párosban), harmadik pedig Sipos Anna 19-cel (5-ször egyéniben, 8-szor párosban és 9-szer vegyes párosban). Férfi egyéniben Klampár Tibor (9-szer), férfi párosban Klampár Tibor és Jónyer István (11-11-szer), női egyéniben Farkas Gizella (14-szer), női párosban Farkas Gizella (15-ször), vegyes párosban Farkas Gizella (13-szor) nyert legtöbbször.
A klubok közül a Statisztika Petőfi SC nyerte a legtöbb bajnoki címet, összesen 82-t (31 női egyéni, 28 női páros, 23 vegyes páros), utána a Bp. Spartacus következik 53 bajnoksággal (16 férfi egyéni, 21 férfi páros, 16 vegyes páros), harmadik pedig a Bp. Vörös Meteor 50-nel (2 férfi egyéni, 10 női egyéni, 11 férfi páros, 14 női páros, 13 vegyes páros). Férfi egyéniben a Bp. Spartacus (16-szor), férfi párosban a Bp. Spartacus (21-szer), női egyéniben a Statisztika Petőfi SC (31-szer), női párosban a Statisztika Petőfi SC (28-szor), vegyes párosban a Statisztika Petőfi SC (23-szor) nyert legtöbbször.

## Lebonyolítás
A bajnokságot két nap alatt bonyolítják le. A férfi és női egyes versenyszámok selejtezői csoportos körmérkőzéses rendszerben, míg a páros versenyszámok és az egyes főtábla végig kieséses rendszerben kerülnek lebonyolításra.

## Bajnokok

### Férfi egyéni
| Év   | Bajnok                                       |
| ---- | -------------------------------------------- |
| 1905 | Redlich Béla (MAFC)                          |
| 1906 | Tolnay József (MAFC)                         |
| 1907 | László Albert (MAFC)                         |
| 1908 | László Albert (MAFC)                         |
| 1909 | Jacobi Roland (ZRY)                          |
| 1910 | Jacobi Roland (MTK)                          |
| 1911 | Mechlovits Ármin (MTK)                       |
| 1912 | Pécsi Dániel (MTK)                           |
| 1913 | —                                            |
| 1914 | —                                            |
| 1915 | —                                            |
| 1916 | —                                            |
| 1917 | —                                            |
| 1918 | —                                            |
| 1919 | —                                            |
| 1920 | —                                            |
| 1921 | —                                            |
| 1922 | —                                            |
| 1923 | —                                            |
| 1924 | —                                            |
| 1925 | Mechlovits Zoltán (MTK)                      |
| 1926 | Mechlovits Zoltán (MTK)                      |
| 1927 | Glancz Sándor (Nemzeti SC)                   |
| 1928 | Mechlovits Zoltán (MTK)                      |
| 1929 | Szabados Miklós (MTK)                        |
| 1930 | Barna Viktor (MTK)                           |
| 1931 | Szabados Miklós (MTK)                        |
| 1932 | Barna Viktor (MTK)                           |
| 1933 | Dávid Lajos (BSE)                            |
| 1934 | Szabados Miklós (Duna SC)                    |
| 1935 | Házi Tibor (Duna SC)                         |
| 1936 | Szabados Miklós (Duna SC)                    |
| 1937 | Gárdos György (VAC)                          |
| 1938 | Barna Viktor (Duna SC)                       |
| 1939 | Schmiedl Jenő (Újpesti TE)                   |
| 1940 | Barna Tibor (Duna SC)                        |
| 1941 | Soós Ferenc (Weiss Manfréd TK)               |
| 1942 | Harangozó Tibor (Szabadkai ATC)              |
| 1943 | nem hirdettek győztest                       |
| 1944 | Harangozó Tibor (Szabadkai ATC)              |
| 1945 | —                                            |
| 1946 | Soós Ferenc (Mezőkémia SE)                   |
| 1947 | Sidó Ferenc (Duna SC)                        |
| 1948 | Sidó Ferenc (Mezőkémia SE)                   |
| 1949 | Kóczián József (Elida SC)                    |
| 1950 | Kóczián József (BSE)                         |
| 1951 | Sidó Ferenc (Bp. Honvéd)                     |
| 1952 | Kóczián József (Dózsa SE)                    |
| 1953 | Sidó Ferenc (Munkaerőtartalékok SE)          |
| 1954 | Sidó Ferenc (Bp. Vörös Meteor)               |
| 1955 | Kóczián József (Bp. Petőfi)                  |
| 1956 | Gyetvai Elemér (Bp. Spartacus)               |
| 1957 | Gyetvai Elemér (Egyetértés SC)               |
| 1958 | Gyetvai Elemér (Egyetértés SC)               |
| 1959 | Berczik Zoltán (Vasútépítő Törekvés)         |
| 1960 | Berczik Zoltán (Vasútépítő Törekvés)         |
| 1961 | Berczik Zoltán (Vasútépítő Törekvés)         |
| 1962 | Berczik Zoltán (Vasútépítő Törekvés)         |
| 1963 | Berczik Zoltán (Vasútépítő Törekvés)         |
| 1964 | Berczik Zoltán (Vasútépítő Törekvés)         |
| 1965 | Pigniczki László (Bp. Spartacus)             |
| 1966 | Harangi Sándor (Bp. Vörös Meteor)            |
| 1967 | Rózsás Péter (BVSC)                          |
| 1968 | Jónyer István (Diósgyőri VTK)                |
| 1969 | Klampár Tibor (Bp. Postás)                   |
| 1970 | Jónyer István (Bp. Spartacus)                |
| 1971 | Beleznay Mátyás (VM Közért)                  |
| 1972 | Klampár Tibor (Postás SE)                    |
| 1973 | Klampár Tibor (Postás SE)                    |
| 1974 | Jónyer István (Bp. Spartacus)                |
| 1975 | Jónyer István (Bp. Spartacus)                |
| 1976 | Klampár Tibor (Bp. Spartacus)                |
| 1977 | Jónyer István (Bp. Spartacus)                |
| 1978 | Jónyer István (Bp. Spartacus)                |
| 1979 | Klampár Tibor (Bp. Spartacus)                |
| 1980 | Frank Béla (BVSC)                            |
| 1981 | Klampár Tibor (Bp. Spartacus)                |
| 1982 | Klampár Tibor (Bp. Spartacus)                |
| 1983 | Klampár Tibor (Bp. Spartacus)                |
| 1984 | Kriston Zsolt (Bp. Spartacus)                |
| 1985 | Klampár Tibor (Bp. Spartacus)                |
| 1986 | Kriston Zsolt (Bp. Spartacus)                |
| 1987 | Kriston Zsolt (Bp. Spartacus)                |
| 1988 | Harczi Zsolt (Ceglédi VSE)                   |
| 1989 | Németh Károly (Postás SE)                    |
| 1990 | Harczi Zsolt (Ceglédi VSE)                   |
| 1991 | Németh Károly (Postás SE)                    |
| 1992 | Vitsek Iván (Kiskunfélegyházi Zöldmező SZSE) |
| 1993 | Németh Károly (Postás SE)                    |
| 1994 | Harczi Zsolt (Kiskunfélegyházi AC)           |
| 1995 | Harczi Zsolt (Kiskunfélegyházi AC)           |
| 1996 | Harczi Zsolt (Kiskunfélegyházi AC)           |
| 1997 | Németh Károly (Postás-Matáv SE)              |
| 1998 | Pagonyi Róbert (BVSC)                        |
| 1999 | Pázsy Ferenc (Postás-Matáv SE)               |
| 2000 | Demeter Lehel (Kecskeméti Spartacus)         |
| 2001 | Németh Károly (BVSC)                         |
| 2002 | Lindner Ádám (Postás-Matáv SE)               |
| 2003 | Demeter Lehel (Kecskeméti Spartacus)         |
| 2004 | Fazekas Péter (TTC Langenlois )              |
| 2005 | Fazekas Péter (TTC Langenlois )              |
| 2006 | Zwickl Dániel (KSV Kapfenberg )              |
| 2007 | Jakab János (BVSC)                           |
| 2008 | Jakab János (BVSC)                           |
| 2009 | Jakab János (Levallois SC )                  |
| 2010 | Muskó Péter (PTE-Pécsi EAC)                  |
| 2011 | Jakab János (Borussia Düsseldorf )           |
| 2012 | Fazekas Péter (Celldömölki VSE)              |
| 2013 | Pattantyús Ádám (TT St. Louis )              |
| 2014 | Jakab János (TTC Stockerau )                 |
| 2015 | Fazekas Péter (Celldömölki VSE)              |
| 2016 | Lakatos Tamás (1. FC Saarbrücken )           |
| 2017 | Szudi Ádám (Borussia Dortmund )              |
| 2018 | Majoros Bence (Borussia Dortmund )           |
| 2019 | Szudi Ádám (SPG Wels )                       |
| 2020 | Szudi Ádám (SPG Wels )                       |
| 2021 | Lakatos Tamás (Amiens STT )                  |
| 2022 | Majoros Bence (Chartres TT )                 |
| 2023 | Szudi Ádám (SPO Rouen TT )                   |
| 2024 | Szudi Ádám (SPO Rouen TT )                   |
| 2025 | András Csaba (TTC Bad Homburg )              |

### Női egyéni
| Év   | Bajnok                                     |
| ---- | ------------------------------------------ |
| 1925 | Kornfeld Mária (egyesületen kívüli)        |
| 1926 | Sipos Anna (Nemzeti SC)                    |
| 1927 | Sipos Anna (Nemzeti SC)                    |
| 1928 | Klucsikné Mednyánszky Mária (MTK)          |
| 1929 | Klucsikné Mednyánszky Mária (MTK)          |
| 1930 | Klucsikné Mednyánszky Mária (MTK)          |
| 1931 | Sipos Anna (BSE)                           |
| 1932 | Klucsikné Mednyánszky Mária (MTK)          |
| 1933 | Klucsikné Mednyánszky Mária (MTK)          |
| 1934 | Klucsikné Mednyánszky Mária (MTK)          |
| 1935 | Sipos Anna (Pénzintézeti SL)               |
| 1936 | Király Ilona (Ferencvárosi TC)             |
| 1937 | Gál Magda (Duna SC)                        |
| 1938 | Angelica Adelstein (Aurora București )     |
| 1939 | dr. Biróné Sipos Anna (Pénzintézeti SL)    |
| 1940 | Farkas Gizella (Miskolci Előre)            |
| 1941 | Farkas Gizella (Diósgyőri MÁVAG)           |
| 1942 | Farkas Gizella (Diósgyőri MÁVAG)           |
| 1943 | Farkas Gizella (Diósgyőri MÁVAG)           |
| 1944 | Farkas Gizella (Diósgyőri MÁVAG)           |
| 1945 | —                                          |
| 1946 | Farkas Gizella (Miskolci MTE)              |
| 1947 | Farkas Gizella (egyesületen kívüli)        |
| 1948 | Farkas Gizella (Elektromos MSE)            |
| 1949 | Farkas Gizella (Elektromos MSE)            |
| 1950 | Farkas Gizella (Bp. Vörös Meteor)          |
| 1951 | Gervainé Farkas Gizella (Bp. Vörös Meteor) |
| 1952 | Gervainé Farkas Gizella (SZOT)             |
| 1953 | Gervainé Farkas Gizella (Bp. Vörös Meteor) |
| 1954 | Angelica Rozeanu (Progresul București )    |
| 1955 | Kóczián Éva (Bp. Vasas)                    |
| 1956 | Farkas Gizella (Bp. Vörös Meteor)          |
| 1957 | Kerekes Imréné (Bp. Vörös Meteor)          |
| 1958 | Kóczián Éva (Bp. Vörös Meteor)             |
| 1959 | Kóczián Éva (Bp. Vörös Meteor)             |
| 1960 | Máthé Sára (Ferencvárosi TC)               |
| 1961 | Földyné Kóczián Éva (Bp. Vörös Meteor)     |
| 1962 | Lukács Attiláné (Földgép SK)               |
| 1963 | Földyné Kóczián Éva (Bp. Vörös Meteor)     |
| 1964 | Lukács Attiláné (Földgép SK)               |
| 1965 | Lukács Attiláné (31. sz. Építők)           |
| 1966 | Lukács Attiláné (31. sz. Építők)           |
| 1967 | Kóczián Éva (Bp. Vörös Meteor)             |
| 1968 | Kisházi Beatrix (Statisztika Petőfi SC)    |
| 1969 | Papp Angéla (Statisztika Petőfi SC)        |
| 1970 | Kisházi Beatrix (Statisztika Petőfi SC)    |
| 1971 | Magos Judit (Statisztika Petőfi SC)        |
| 1972 | Magos Judit (Statisztika Petőfi SC)        |
| 1973 | Lotaller Henriette (Statisztika Petőfi SC) |
| 1974 | Lotaller Henriette (Statisztika Petőfi SC) |
| 1975 | Kisházi Beatrix (Statisztika Petőfi SC)    |
| 1976 | Lotaller Henriette (Statisztika Petőfi SC) |
| 1977 | Kisházi Beatrix (Statisztika Petőfi SC)    |
| 1978 | Oláh Zsuzsa (Statisztika Petőfi SC)        |
| 1979 | Oláh Zsuzsa (Statisztika Petőfi SC)        |
| 1980 | Oláh Zsuzsa (Statisztika Petőfi SC)        |
| 1981 | Urbán Edit (BSE)                           |
| 1982 | Oláh Zsuzsa (Statisztika Petőfi SC)        |
| 1983 | Oláh Zsuzsa (Statisztika Petőfi SC)        |
| 1984 | Oláh Zsuzsa (Statisztika Petőfi SC)        |
| 1985 | Oláh Zsuzsa (Statisztika Petőfi SC)        |
| 1986 | Oláh Zsuzsa (Statisztika Petőfi SC)        |
| 1987 | Káhn Szilvia (Statisztika Petőfi SC)       |
| 1988 | Oláh Zsuzsa (Statisztika Petőfi SC)        |
| 1989 | Urbán Edit (BSE)                           |
| 1990 | Bátorfi Csilla (BSE)                       |
| 1991 | Wirth Gabriella (Statisztika Petőfi SC)    |
| 1992 | Bátorfi Csilla (Interagent Kikinda )       |
| 1993 | Bátorfi Csilla (FC Langweid )              |
| 1994 | Braun Éva (BSE)                            |
| 1995 | Tóth Krisztina (Statisztika Petőfi SC)     |
| 1996 | Tóth Krisztina (Statisztika Petőfi SC)     |
| 1997 | Tóth Krisztina (Statisztika Petőfi SC)     |
| 1998 | Tóth Krisztina (Statisztika Petőfi SC)     |
| 1999 | Tóth Krisztina (Statisztika Petőfi SC)     |
| 2000 | Tóth Krisztina (Statisztika Petőfi SC)     |
| 2001 | Molnár Zita (BSE)                          |
| 2002 | Braun Éva (BSE)                            |
| 2003 | Fazekas Mária (Statisztika Petőfi SC)      |
| 2004 | Fazekas Mária (Statisztika Petőfi SC)      |
| 2005 | Fazekas Mária (Statisztika Petőfi SC)      |
| 2006 | Póta Georgina (Statisztika Petőfi SC)      |
| 2007 | Lovas Petra (Postás SE)                    |
| 2008 | Póta Georgina (Statisztika Petőfi SC)      |
| 2009 | Fazekas Mária (Budaörsi SC)                |
| 2010 | Lovas Petra (Postás SE)                    |
| 2011 | Lovas Petra (TTC Berlin )                  |
| 2012 | Póta Georgina (TTC Berlin Eastside )       |
| 2013 | Ambrus Krisztina (SV DJK Kolbermoor )      |
| 2014 | Madarász Dóra (Budaörsi SC)                |
| 2015 | Póta Georgina (TTC Berlin Eastside )       |
| 2016 | Póta Georgina (TTC Berlin Eastside )       |
| 2017 | Madarász Dóra (Szekszárd AC)               |
| 2018 | Madarász Dóra (Szekszárd AC)               |
| 2019 | Pergel Szandra (Budaörsi SC)               |
| 2020 | Madarász Dóra (CP Lys-lez-Lannoy )         |
| 2021 | Imre Leila (Budapesti Erdért SE)           |
| 2022 | Nagyváradi Mercédesz (TSV Schwabhausen )   |
| 2023 | Madarász Dóra (Budaörsi SC)                |
| 2024 | Madarász Dóra (Budaörsi SC)                |
| 2025 | Póta Georgina (Budaörsi SC)                |

### Férfi páros
| Év   | Bajnok                                                                     |
| ---- | -------------------------------------------------------------------------- |
| 1909 | Biró Gyula–Balassa Loránd (ZRY)                                            |
| 1910 | —                                                                          |
| 1911 | Jacobi Roland–Mechlovits Ármin (MTK)                                       |
| 1912 | Székely Zoltán–Nádasi Gusztáv (MTK)                                        |
| 1913 | —                                                                          |
| 1914 | —                                                                          |
| 1915 | —                                                                          |
| 1916 | —                                                                          |
| 1917 | —                                                                          |
| 1918 | —                                                                          |
| 1919 | —                                                                          |
| 1920 | —                                                                          |
| 1921 | —                                                                          |
| 1922 | —                                                                          |
| 1923 | —                                                                          |
| 1924 | —                                                                          |
| 1925 | Mechlovits Zoltán–dr. Pécsi Dániel (MTK)                                   |
| 1926 | Mechlovits Zoltán (MTK)–Eduard Freudenheim (Wiener AC )                    |
| 1927 | Bellák László–Glancz Sándor (Nemzeti SC)                                   |
| 1928 | Mechlovits Zoltán–dr. Pécsi Dániel (MTK)                                   |
| 1929 | Barna Viktor (KISOK)–Szabados Miklós (MTK)                                 |
| 1930 | Barna Viktor–Szabados Miklós (MTK)                                         |
| 1931 | Barna Viktor–Szabados Miklós (MTK)                                         |
| 1932 | Barna Viktor–Szabados Miklós (MTK)                                         |
| 1933 | Boros István–Nyitray Béla (MTK)                                            |
| 1934 | Szabados Miklós–Házi Tibor (Duna SC)                                       |
| 1935 | Szabados Miklós–Házi Tibor (Duna SC)                                       |
| 1936 | Szabados Miklós (Duna SC)–Bellák László (Ferencvárosi TC)                  |
| 1937 | Benkő Károly–Schmiedl Jenő (VAC)                                           |
| 1938 | Barna Viktor–Boros István (Duna SC)                                        |
| 1939 | Soós Ferenc–Schmiedl Jenő (Újpesti TE)                                     |
| 1940 | Soós Ferenc–Schmiedl Jenő (Újpesti TE)                                     |
| 1941 | Schmiedl Jenő (Újpesti TE)–Farkas József (Diósgyőri MÁVAG)                 |
| 1942 | Harangozó Tibor–Harangozó Vilmos (Szabadkai ATC)                           |
| 1943 | Soós Ferenc–Till Károly (Weiss Manfréd TK)                                 |
| 1944 | Soós Ferenc (Weiss Manfréd TK)–Harangozó Tibor (Szabadkai ATC)             |
| 1945 | —                                                                          |
| 1946 | Sidó Ferenc (egyesületen kívüli)–Soós Ferenc (Mezőkémia SE)                |
| 1947 | Sidó Ferenc (Duna SC)–Soós Ferenc (Mezőkémia SE)                           |
| 1948 | Sidó Ferenc–Soós Ferenc (Mezőkémia SE)                                     |
| 1949 | Sidó Ferenc (Mezőkémia SE)–Kóczián József (Elida SC)                       |
| 1950 | Sidó Ferenc–Soós Ferenc (Központi Lombik)                                  |
| 1951 | Sidó Ferenc (Bp. Honvéd)–Kóczián József (Bp. Dózsa)                        |
| 1952 | Kóczián József–Halász János (Dózsa SE)                                     |
| 1953 | Sidó Ferenc (Munkaerőtartalékok SE)–Kóczián József (Bp. Dózsa)             |
| 1954 | Antal Lajos–Morvay Lajos (Kaposvári Vörös Meteor)                          |
| 1955 | Sidó Ferenc (Bp. Vörös Meteor)–Kóczián József (Bp. Petőfi)                 |
| 1956 | Gyetvai Elemér (Bp. Spartacus)–Szepesi Kálmán (Bp. Vörös Meteor)           |
| 1957 | Gyetvai Elemér–Csender Jenő (Egyetértés SC)                                |
| 1958 | Földy László (Bp. Vörös Meteor)–Bubonyi Zoltán (Vasútépítő Törekvés)       |
| 1959 | Földy László (Bp. Vörös Meteor)–Berczik Zoltán (Vasútépítő Törekvés)       |
| 1960 | Sidó Ferenc (Bp. Vörös Meteor)–Berczik Zoltán (Vasútépítő Törekvés)        |
| 1961 | Sidó Ferenc (Bp. Vörös Meteor)–Berczik Zoltán (Vasútépítő Törekvés)        |
| 1962 | Berczik Zoltán (Vasútépítő Törekvés)–dr. Péterfy Miklós (Bp. Vörös Meteor) |
| 1963 | Berczik Zoltán (Vasútépítő Törekvés)–Faházi János (Bp. Vörös Meteor)       |
| 1964 | Faházi János (Bp. Vörös Meteor)–Pigniczki László (Bp. Spartacus)           |
| 1965 | Harcsár István (VM Közért)–Harangi Sándor (Bp. Vörös Meteor)               |
| 1966 | Harangi Sándor (Bp. Vörös Meteor)–Rózsás Péter (BVSC)                      |
| 1967 | Berczik Zoltán (BVSC)–Jónyer István (Diósgyőri VTK)                        |
| 1968 | Papp József–Volentics Lajos (Aknamélyítő Bányász)                          |
| 1969 | Klampár Tibor (Bp. Postás)–Tímár Ferenc (Bp. Spartacus)                    |
| 1970 | Klampár Tibor (Bp. Postás)–Jónyer István (Bp. Spartacus)                   |
| 1971 | Klampár Tibor (Bp. Postás)–Jónyer István (Bp. Spartacus)                   |
| 1972 | Klampár Tibor (Postás SE)–Jónyer István (Bp. Spartacus)                    |
| 1973 | Klampár Tibor (Postás SE)–Jónyer István (Bp. Spartacus)                    |
| 1974 | Klampár Tibor (Postás SE)–Jónyer István (Bp. Spartacus)                    |
| 1975 | Jónyer István (Bp. Spartacus)–Gergely Gábor (BVSC)                         |
| 1976 | Klampár Tibor–Papp József (Bp. Spartacus)                                  |
| 1977 | Klampár Tibor–Jónyer István (Bp. Spartacus)                                |
| 1978 | Klampár Tibor–Jónyer István (Bp. Spartacus)                                |
| 1979 | Klampár Tibor–Jónyer István (Bp. Spartacus)                                |
| 1980 | Kriston Zsolt (Bp. Spartacus)–Takács János (BVSC)                          |
| 1981 | Kriston Zsolt (Bp. Spartacus)–Takács János (BVSC)                          |
| 1982 | Jónyer István (Bp. Spartacus)–Gergely Gábor (BVSC)                         |
| 1983 | Kriston Zsolt–Molnár János (Bp. Spartacus)                                 |
| 1984 | Klampár Tibor–Kriston Zsolt (Bp. Spartacus)                                |
| 1985 | Molnár János–Simon Ferenc (Bp. Spartacus)                                  |
| 1986 | Káposztás Zoltán–Molnár János (Bp. Spartacus)                              |
| 1987 | Harczi Zsolt (Ceglédi VSE)–Kriston Zsolt (Bp. Spartacus)                   |
| 1988 | Németh Károly–Varga Sándor (Postás SE)                                     |
| 1989 | Szosznyák Attila–Aranyosi Péter (Ganz-MÁVAG VSE)                           |
| 1990 | Somosi Miklós–Turbók Attila (BVSC)                                         |
| 1991 | Somosi Miklós–Turbók Attila (BVSC)                                         |
| 1992 | Somosi Miklós (Békéscsabai Konzerv SE)–Turbók Attila (Postás SE)           |
| 1993 | Varga Sándor–Szosznyák Attila (Kiskunfélegyházi Zöldmező SZSE)             |
| 1994 | Holló Zsolt (TuS 08 Reinberg )–Turbók Attila (VÖEST Linz )                 |
| 1995 | Holló Zsolt–Németh Károly (Postás SE)                                      |
| 1996 | Harczi Zsolt–Somosi Miklós (Kiskunfélegyházi AC)                           |
| 1997 | Németh Károly–Varga Sándor (Postás-Matáv SE)                               |
| 1998 | Németh Károly (TTF Bad Honnef )–Pázsy Ferenc (LRI-Malév SC)                |
| 1999 | Németh Károly (TTF Bad Honnef )–Pázsy Ferenc (Postás-Matáv SE)             |
| 2000 | Pagonyi Róbert (LRI-Malév SC)–Vitsek Iván (VÖEST Linz )                    |
| 2001 | Gerold Gábor–Lindner Ádám (LRI-Malév SC)                                   |
| 2002 | Gerold Gábor–Lindner Ádám (Postás-Matáv SE)                                |
| 2003 | Demeter Lehel–Zoltán Zoltán (Kecskeméti Spartacus)                         |
| 2004 | Fazekas Péter (TTC Langenlois )–Pázsy Ferenc (SV Plüderhausen )            |
| 2005 | Fazekas Péter (TTC Langenlois )–Pázsy Ferenc (SV Plüderhausen )            |
| 2006 | Muskó Péter–Vitsek Iván (ASKÖ Linz Altstadt )                              |
| 2007 | Gerold Gábor (SPG Ligist/Graz )–Simon Ferenc (TSV Untermberg )             |
| 2008 | Muskó Péter–Vitsek Iván (ASKÖ Linz Altstadt )                              |
| 2009 | Muskó Péter–Vitsek Iván (TTC Sachsen Döbeln )                              |
| 2010 | Muskó Péter (PTE-Pécsi EAC)–Vitsek Iván (UTTC Oberwart )                   |
| 2011 | Fazekas Péter–Kriston Dániel (Celldömölki VSE)                             |
| 2012 | Lindner Ádám (Crvena zvezda Beograd )–Marsi Márton (UTTC Oberwart )        |
| 2013 | Gerold Gábor (KSV Kapfenberg )–Lindner Ádám (USD Apuania Carrara TT )      |
| 2014 | Gerold Gábor (SPG Ligist/Graz )–Lindner Ádám (Komló Sport)                 |
| 2015 | Fazekas Péter–Kosiba Dániel (Celldömölki VSE)                              |
| 2016 | Majoros Bence (TTC 1946 Weinheim )–Szita Márton (TTC Frickenhausen )       |
| 2017 | Majoros Bence (Borussia Dortmund )–Ecseki Nándor (TTC Ober-Erlenbach )     |
| 2018 | Ecseki Nándor (TTC Ober-Erlenbach )–Szudi Ádám (Borussia Dortmund )        |
| 2019 | Fazekas Péter (Celldömölki VSE)–Magyar László (SV Plüderhausen )           |
| 2020 | Ecseki Nándor (TTC Ober-Erlenbach )–Szudi Ádám (SPG Wels )                 |
| 2021 | Terék Norbert (BVSC-Zugló)–Vitsek Iván (Szegedi AC)                        |
| 2022 | András Csaba (TTC Bad Homburg )–Lakatos Tamás (Amiens STT )                |
| 2023 | Ecseki Nándor (SPG Wels )–Szudi Ádám (SPO Rouen TT )                       |
| 2024 | Ecseki Nándor (SPG Wels )–Szudi Ádám (SPO Rouen TT )                       |
| 2025 | Ecseki Nándor (Sporting CP )–Szudi Ádám (Akademia Zamojska Zamość )        |

### Női páros
| Év   | Bajnok                                                                             |
| ---- | ---------------------------------------------------------------------------------- |
| 1929 | Klucsikné Mednyánszky Mária (MTK)–Sipos Anna (BSE)                                 |
| 1930 | Klucsikné Mednyánszky Mária (MTK)–Sipos Anna (BSE)                                 |
| 1931 | Sipos Anna (BSE)–Gál Magda (Kitartás EAC)                                          |
| 1932 | Klucsikné Mednyánszky Mária (MTK)–Sipos Anna (BSE)                                 |
| 1933 | Klucsikné Mednyánszky Mária (MTK)–Sipos Anna (BSE)                                 |
| 1934 | Klucsikné Mednyánszky Mária (MTK)–Gál Magda (Duna SC)                              |
| 1935 | Sipos Anna (Pénzintézeti SL)–Gál Magda (Duna SC)                                   |
| 1936 | Klucsikné Mednyánszky Mária (MTK)–Gál Magda (Duna SC)                              |
| 1937 | Beregi Dóra (VAC)–Gál Magda (Duna SC)                                              |
| 1938 | Beregi Dóra (VAC)–Ferenczy Ida (Duna SC)                                           |
| 1939 | Klucsikné Mednyánszky Mária (MTK)–dr. Biróné Sipos Anna (Pénzintézeti SL)          |
| 1940 | Farkas Gizella (Miskolci Előre)–Sipos Anna (Pénzintézeti SL)                       |
| 1941 | Aranyi Ottilia (Ceglédi MOVE)–Ábrahám Piroska (MOVE Széchenyi TE)                  |
| 1942 | Farkas Gizella (Diósgyőri MÁVAG)–Kolozsvári Sára (Kolozsvári KASE)                 |
| 1943 | Farkas Gizella (Diósgyőri MÁVAG)–Kolozsvári Sára (Kolozsvári Postás)               |
| 1944 | Farkas Gizella (Diósgyőri MÁVAG)–Király Ilona (Győri ETO)                          |
| 1945 | —                                                                                  |
| 1946 | Farkas Gizella (Miskolci MTE)–Ferenczy Ida (Mezőkémia SE)                          |
| 1947 | Farkas Gizella (egyesületen kívüli)–Gertrude Pritzi (Austria Wien )                |
| 1948 | Farkas Gizella–Király Ilona (Elektromos MSE)                                       |
| 1949 | Farkas Gizella–Király Ilona (Elektromos MSE)                                       |
| 1950 | Farkas Gizella–Farkas Anna (Bp. Vörös Meteor)                                      |
| 1951 | Gervainé Farkas Gizella–Király Ilona (Bp. Vörös Meteor)                            |
| 1952 | Gervainé Farkas Gizella–Király Ilona (SZOT)                                        |
| 1953 | Gervainé Farkas Gizella (Bp. Vörös Meteor)–Almási Ágnes (Vasas MÁVAG)              |
| 1954 | Gervainé Farkas Gizella (Bp. Vörös Meteor)–Angelica Rozeanu (Progresul București ) |
| 1955 | Jávor Károlyné (Bp. Vasas)–Sági Edit (Bp. Kinizsi)                                 |
| 1956 | Kerekes Imréné–Jávor Károlyné (Bp. Vörös Meteor)                                   |
| 1957 | Kóczián Éva (Bp. Vörös Meteor)–Mossóczy Lívia (Ferencvárosi TC)                    |
| 1958 | Lantosné Farkas Gizella–Kerekes Imréné (Bp. Vörös Meteor)                          |
| 1959 | Kóczián Éva (Bp. Vörös Meteor)–Mossóczy Lívia (Ferencvárosi TC)                    |
| 1960 | Lantosné Farkas Gizella–Kerekes Imréné (Bp. Vörös Meteor)                          |
| 1961 | Földyné Kóczián Éva (Bp. Vörös Meteor)–Lukács Attiláné (Ferencvárosi TC)           |
| 1962 | Kerekes Imréné (Bp. Vörös Meteor)–Heirits Erzsébet (Ferencvárosi TC)               |
| 1963 | Földyné Kóczián Éva (Bp. Vörös Meteor)–Heirits Erzsébet (Ferencvárosi TC)          |
| 1964 | Földyné Kóczián Éva (Bp. Vörös Meteor)–Lukács Attiláné (Földgép SK)                |
| 1965 | Földyné Kóczián Éva (Bp. Vörös Meteor)–Jurikné Heirits Erzsébet (Ferencvárosi TC)  |
| 1966 | Lukács Attiláné–Faludi Júlia (31. sz. Építők)                                      |
| 1967 | Lukács Attiláné (31. sz. Építők)–Kisházi Beatrix (Statisztika Petőfi SC)           |
| 1968 | Jurikné Heirits Erzsébet (Ferencvárosi TC)–Kisházi Beatrix (Statisztika Petőfi SC) |
| 1969 | Juhos Eszter (Statisztika Petőfi SC)–Magos Judit (KSI)                             |
| 1970 | Kisházi Beatrix–Papp Angéla (Statisztika Petőfi SC)                                |
| 1971 | Magos Judit–Lotaller Henriette (Statisztika Petőfi SC)                             |
| 1972 | Magos Judit–Lotaller Henriette (Statisztika Petőfi SC)                             |
| 1973 | Molnár Anna (Miskolci Építők MTE)–Szendy Katalin (Ferencvárosi TC)                 |
| 1974 | Magos Judit–Lotaller Henriette (Statisztika Petőfi SC)                             |
| 1975 | Magos Judit–Lotaller Henriette (Statisztika Petőfi SC)                             |
| 1976 | Molnár Anna–Csík Márta (31. sz. Építők)                                            |
| 1977 | Magos Judit–Szabó Gabriella (Statisztika Petőfi SC)                                |
| 1978 | Csík Márta (31. sz. Építők)–Oláh Zsuzsa (Statisztika Petőfi SC)                    |
| 1979 | Balogh Ilona–Bolvári Ildikó (Tolnai Vörös Lobogó)                                  |
| 1980 | Balogh Ilona–Bolvári Ildikó (Tolnai Vörös Lobogó)                                  |
| 1981 | Balogh Ilona–Bolvári Ildikó (Tolnai Vörös Lobogó)                                  |
| 1982 | Balogh Ilona–Bolvári Ildikó (Tolnai Vörös Lobogó)                                  |
| 1983 | Balogh Ilona–Bolvári Ildikó (Tolnai Vörös Lobogó)                                  |
| 1984 | Böhm Gabriella–Gál Krisztina (Statisztika Petőfi SC)                               |
| 1985 | Bátorfi Csilla (BSE)–Oláh Zsuzsa (Statisztika Petőfi SC)                           |
| 1986 | Fazekas Györgyi–Nagy Krisztina (Statisztika Petőfi SC)                             |
| 1987 | Balogh Ilona–Bolvári Ildikó (Tolnai Vörös Lobogó)                                  |
| 1988 | Bátorfi Csilla–Urbán Edit (BSE)                                                    |
| 1989 | Bátorfi Csilla–Urbán Edit (BSE)                                                    |
| 1990 | Káhn Szilvia (BSE)–Karádi Krisztina (Erzsébeti ATSE)                               |
| 1991 | Wirth Veronika–Nagy Krisztina (Statisztika Petőfi SC)                              |
| 1992 | Bátorfi Csilla (Interagent Kikinda )–Wirth Gabriella (Statisztika Petőfi SC)       |
| 1993 | Bátorfi Csilla (FC Langweid )–Braun Éva (BSE)                                      |
| 1994 | Bátorfi Csilla (FC Langweid )–Tóth Krisztina (Statisztika Petőfi SC)               |
| 1995 | Bátorfi Csilla (FC Langweid )–Tóth Krisztina (Statisztika Petőfi SC)               |
| 1996 | Bátorfi Csilla (FC Langweid )–Tóth Krisztina (Statisztika Petőfi SC)               |
| 1997 | Éllő Vivien–Tóth Krisztina (Statisztika Petőfi SC)                                 |
| 1998 | Bátorfi Csilla (FC Langweid )–Tóth Krisztina (Statisztika Petőfi SC)               |
| 1999 | Bátorfi Csilla (FC Langweid )–Tóth Krisztina (Statisztika Petőfi SC)               |
| 2000 | Braun Éva–Molnár Zita (BSE)                                                        |
| 2001 | Éllő Vivien (Statisztika Petőfi SC)–Molnár Zita (BSE)                              |
| 2002 | Fazekas Mária (Statisztika Petőfi SC)–Lovas Petra (Orosházi MTK)                   |
| 2003 | Fazekas Mária–Molnár Zita (Statisztika Petőfi SC)                                  |
| 2004 | Éllő Vivien–Kertai Rita (Postás-Matáv SE)                                          |
| 2005 | Fazekas Mária–Póta Georgina (Statisztika Petőfi SC)                                |
| 2006 | Braun Éva–Iszajeva Anna (BSE)                                                      |
| 2007 | Pergel Szandra–Póta Georgina (Statisztika Petőfi SC)                               |
| 2008 | Li Bin–Póta Georgina (Statisztika Petőfi SC)                                       |
| 2009 | Li Bin (TuS Bad Driburg )–Póta Georgina (3B Berlin )                               |
| 2010 | Li Bin (TuS Bad Driburg )–Póta Georgina (3B Berlin )                               |
| 2011 | Lovas Petra (TTC Berlin )–Pergel Szandra (Budaörsi SC)                             |
| 2012 | Póta Georgina–Lovas Petra (TTC Berlin Eastside )                                   |
| 2013 | Póta Georgina–Lovas Petra (TTC Berlin Eastside )                                   |
| 2014 | Pergel Szandra–Madarász Dóra (Budaörsi SC)                                         |
| 2015 | Pergel Szandra (Budaörsi SC)–Madarász Dóra (SVNÖ Ströck )                          |
| 2016 | Ambrus Krisztina–Nagyváradi Mercédesz (Postás SE)                                  |
| 2017 | Pergel Szandra (Budaörsi SC)–Madarász Dóra (Szekszárd AC)                          |
| 2018 | Pergel Szandra (Budaörsi SC)–Madarász Dóra (Szekszárd AC)                          |
| 2019 | Bálint Bernadett–Imre Leila (Szekszárd AC)                                         |
| 2020 | Ambrus Krisztina–Tóth Kata (Budapesti Erdért SE)                                   |
| 2021 | Madarász Dóra (CP Lys-lez-Lannoy )–Fazekas Mária (Budaörsi SC)                     |
| 2022 | Madarász Dóra–Fazekas Mária (Budaörsi SC)                                          |
| 2023 | Bálint Bernadett (CSM Victoria Carei )–Nagyváradi Mercédesz (TSV Schwabhausen )    |
| 2024 | Bálint Bernadett (Győri AC)–Nagyváradi Mercédesz (Budapesti Erdért SE)             |
| 2025 | Bálint Bernadett (Győri AC)–Nagyváradi Mercédesz (Budapesti Erdért SE)             |

### Vegyes páros
| Év   | Bajnok                                                                               |
| ---- | ------------------------------------------------------------------------------------ |
| 1925 | dr. Jacobi Roland–Wollemann Istvánné (BBTE)                                          |
| 1926 | Mechlovits Zoltán–Friedmann Lili (MTK)                                               |
| 1927 | Bellák László–Sipos Anna (Nemzeti SC)                                                |
| 1928 | Mechlovits Zoltán–Klucsikné Mednyánszky Mária (MTK)                                  |
| 1929 | Szabados Miklós–Klucsikné Mednyánszky Mária (MTK)                                    |
| 1930 | Barna Viktor (MTK)–Sipos Anna (BSE)                                                  |
| 1931 | Barna Viktor (MTK)–Sipos Anna (BSE)                                                  |
| 1932 | Barna Viktor (MTK)–Sipos Anna (BSE)                                                  |
| 1933 | Boros István–Klucsikné Mednyánszky Mária (MTK)                                       |
| 1934 | Szabados Miklós (Duna SC)–Klucsikné Mednyánszky Mária (MTK)                          |
| 1935 | Szabados Miklós (Duna SC)–Sipos Anna (Pénzintézeti SL)                               |
| 1936 | Bellák László–Ferenczy Ida (Ferencvárosi TC)                                         |
| 1937 | Földi Ernő (Duna SC)–Beregi Dóra (VAC)                                               |
| 1938 | Barna Viktor (Duna SC)–Beregi Dóra (VAC)                                             |
| 1939 | Schmiedl Jenő (Újpesti TE)–dr. Biróné Sipos Anna (Pénzintézeti SL)                   |
| 1940 | Farkas József (Miskolci LE)–Farkas Gizella (Miskolci Előre)                          |
| 1941 | Sidó Ferenc (Weiss Manfréd TK)–Kolozsvári Sára (Kolozsvári KASE)                     |
| 1942 | Sidó Ferenc (Diósgyőri MÁVAG)–Kolozsvári Sára (Kolozsvári KASE)                      |
| 1943 | Farkas József–Farkas Gizella (Diósgyőri MÁVAG)                                       |
| 1944 | Sidó Ferenc–Farkas Gizella (Diósgyőri MÁVAG)                                         |
| 1945 | —                                                                                    |
| 1946 | Farkas József–Farkas Gizella (Miskolci MTE)                                          |
| 1947 | Soós Ferenc (Mezőkémia SE)–Farkas Gizella (egyesületen kívüli)                       |
| 1948 | Soós Ferenc (Mezőkémia SE)–Farkas Gizella (Elektromos MSE)                           |
| 1949 | Sidó Ferenc (Mezőkémia SE)–Farkas Gizella (Elektromos MSE)                           |
| 1950 | Sidó Ferenc (Központi Lombik)–Farkas Gizella (Bp. Vörös Meteor)                      |
| 1951 | Sidó Ferenc (Bp. Honvéd)–Gervainé Farkas Gizella (Bp. Vörös Meteor)                  |
| 1952 | Farkas József–Gervainé Farkas Gizella (SZOT)                                         |
| 1953 | Kóczián József (Bp. Dózsa)–Gervainé Farkas Gizella (Bp. Vörös Meteor)                |
| 1954 | Kóczián József (IX. ker. Lendület)–Kóczián Éva (Vasas MÁVAG)                         |
| 1955 | Szepesi Kálmán (Bp. Vörös Meteor)–Kóczián Éva (Bp. Vasas)                            |
| 1956 | Sidó Ferenc–Farkas Gizella (Bp. Vörös Meteor)                                        |
| 1957 | Berczik Zoltán (Vasútépítő Törekvés)–Lantosné Farkas Gizella (Bp. Vörös Meteor)      |
| 1958 | Sidó Ferenc–Kóczián Éva (Bp. Vörös Meteor)                                           |
| 1959 | Földy László–Kóczián Éva (Bp. Vörös Meteor)                                          |
| 1960 | Berczik Zoltán (Vasútépítő Törekvés)–Kóczián Éva (Bp. Vörös Meteor)                  |
| 1961 | Sidó Ferenc–Földyné Kóczián Éva (Bp. Vörös Meteor)                                   |
| 1962 | dr. Péterfy Miklós–Földyné Kóczián Éva (Bp. Vörös Meteor)                            |
| 1963 | Faházi János–Földyné Kóczián Éva (Bp. Vörös Meteor)                                  |
| 1964 | Rózsás Péter (Vasútépítő Törekvés)–Lukács Attiláné (Földgép SK)                      |
| 1965 | Harcsár István (VM Közért)–Lukács Attiláné (31. sz. Építők)                          |
| 1966 | Rózsás Péter (BVSC)–Lukács Attiláné (31. sz. Építők)                                 |
| 1967 | Rózsás Péter (BVSC)–Lukács Attiláné (31. sz. Építők)                                 |
| 1968 | Jónyer István (Diósgyőri VTK)–Kóczián Éva (Bp. Vörös Meteor)                         |
| 1969 | Jónyer István (Diósgyőri VTK)–Kisházi Beatrix (Statisztika Petőfi SC)                |
| 1970 | Jónyer István (Bp. Spartacus)–Papp Angéla (Statisztika Petőfi SC)                    |
| 1971 | Jónyer István (Bp. Spartacus)–Magos Judit (Statisztika Petőfi SC)                    |
| 1972 | Jónyer István (Bp. Spartacus)–Magos Judit (Statisztika Petőfi SC)                    |
| 1973 | Klampár Tibor (Postás SE)–Molnár Anna (Miskolci Építők MTE)                          |
| 1974 | Jónyer István (Bp. Spartacus)–Magos Judit (Statisztika Petőfi SC)                    |
| 1975 | Jónyer István (Bp. Spartacus)–Magos Judit (Statisztika Petőfi SC)                    |
| 1976 | Takács János (Honvéd Szondi SE)–Vasvári Nicolette (Statisztika Petőfi SC)            |
| 1977 | Klampár Tibor (Bp. Spartacus)–Szabó Gabriella (Statisztika Petőfi SC)                |
| 1978 | Klampár Tibor (Bp. Spartacus)–Szabó Gabriella (Statisztika Petőfi SC)                |
| 1979 | Klampár Tibor (Bp. Spartacus)–Urbán Edit (BSE)                                       |
| 1980 | Klampár Tibor (Bp. Spartacus)–Magos Judit (Statisztika Petőfi SC)                    |
| 1981 | Kriston Zsolt (Bp. Spartacus)–Urbán Edit (BSE)                                       |
| 1982 | Jónyer István (Bp. Spartacus)–Szabó Gabriella (Statisztika Petőfi SC)                |
| 1983 | Kriston Zsolt (Bp. Spartacus)–Oláh Zsuzsa (Statisztika Petőfi SC)                    |
| 1984 | Molnár János (Bp. Spartacus)–Oláh Zsuzsa (Statisztika Petőfi SC)                     |
| 1985 | Molnár János (Bp. Spartacus)–Oláh Zsuzsa (Statisztika Petőfi SC)                     |
| 1986 | Takács János (BVSC)–Urbán Edit (BSE)                                                 |
| 1987 | Kriston Zsolt (Bp. Spartacus)–Káhn Szilvia (Statisztika Petőfi SC)                   |
| 1988 | Kriston Zsolt (Bp. Spartacus)–Káhn Szilvia (Statisztika Petőfi SC)                   |
| 1989 | Vitsek Iván (BVSC)–Urbán Edit (BSE)                                                  |
| 1990 | Frank Béla (Kaposplast SC)–Pidl Zita (Fővárosi Vízművek SK)                          |
| 1991 | Varga Sándor (Kiskunfélegyházi Lenin TSZ SK)–Wirth Gabriella (Statisztika Petőfi SC) |
| 1992 | Vitsek Iván (Kiskunfélegyházi Zöldmező SZSE)–Braun Éva (BSE)                         |
| 1993 | Bátorfi Zoltán (Postás SE)–Bátorfi Csilla (FC Langweid )                             |
| 1994 | Bátorfi Zoltán (Spvg Niedermark )–Tóth Krisztina (Statisztika Petőfi SC)             |
| 1995 | Somosi Miklós (Kiskunfélegyházi AC)–Wirth Veronika (Statisztika Petőfi SC)           |
| 1996 | Németh Károly (Postás SE)–Braun Éva (BSE)                                            |
| 1997 | Pagonyi Róbert (BVSC)–Tóth Krisztina (Statisztika Petőfi SC)                         |
| 1998 | Pázsy Ferenc (LRI-Malév SC)–Molnár Zita (Postás-Matáv SE)                            |
| 1999 | Gerold Gábor–Erdős Éva (Postás-Matáv SE)                                             |
| 2000 | Vitsek Iván (VÖEST Linz )–Éllő Vivien (Statisztika Petőfi SC)                        |
| 2001 | Lindner Ádám (LRI-Malév SC)–Kertai Rita (Postás-Matáv SE)                            |
| 2002 | Bátorfi Zoltán (Postás-Matáv SE)–Tóth Krisztina (TSV Busenbach )                     |
| 2003 | Vitsek Iván (VÖEST Linz )–Éllő Vivien (Postás-Matáv SE)                              |
| 2004 | Vitsek Iván (VÖEST Linz )–Éllő Vivien (Postás-Matáv SE)                              |
| 2005 | Zoltán Zoltán (ASVÖ Lavamünd )–Kókai Ágnes (Kecskeméti Spartacus)                    |
| 2006 | Zwickl Dániel (KSV Kapfenberg )–Pergel Szandra (Statisztika Petőfi SC)               |
| 2007 | Lindner Ádám (Celldömölki VSE)–Kertai Rita (Postás SE)                               |
| 2008 | Zwickl Dániel (BVSC)–Pergel Szandra (Statisztika Petőfi SC)                          |
| 2009 | Vitsek Iván (TTC Sachsen Döbeln )–Braun Éva (BSE)                                    |
| 2010 | —                                                                                    |
| 2011 | —                                                                                    |
| 2012 | —                                                                                    |
| 2013 | Kosiba Dániel (Københavns BTK )–Madarász Dóra (Budaörsi SC)                          |
| 2014 | —                                                                                    |
| 2015 | Szudi Ádám (TTC Bietigheim-Bissingen )–Pergel Szandra (Budaörsi SC)                  |
| 2016 | Nagy Krisztián (PTE-Pécsi EAC)–Nagyváradi Mercédesz (Postás SE)                      |
| 2017 | Kosiba Dániel (Eslövs AI )–Madarász Dóra (Szekszárd AC)                              |
| 2018 | Majoros Bence (Borussia Dortmund )–Pergel Szandra (Budaörsi SC)                      |
| 2019 | Fazekas Péter (Celldömölki VSE)–Peterman-Varga Tímea (Budapesti Erdért SE)           |
| 2020 | Szudi Ádám (SPG Wels )–Pergel Szandra (Budaörsi SC)                                  |
| 2021 | —                                                                                    |
| 2022 | Kishegyi Ákos (Városi SE Dunakeszi)–Bálint Bernadett (CSM Victoria Carei )           |
| 2023 | Ecseki Nándor (SPG Wels )–Madarász Dóra (Budaörsi SC)                                |
| 2024 | Ecseki Nándor (SPG Wels )–Madarász Dóra (Budaörsi SC)                                |
| 2025 | Szudi Ádám (Akademia Zamojska Zamość )–Pergel Szandra (UTTC Stockerau )              |